# 佐倉絵麻
佐倉 絵麻（さくら えま、1995年6月27日 - ）は、日本のファッションモデル、女優。兵庫県出身。トライストーン・エンタテイメントに所属していた。

## 略歴・人物
- 小学生の時、母親とショッピング中にスカウトされる。
- 2007年には東京ディズニーリゾートのCMに出演。その後、2008年度ハナチューモデルオーディションで『ハナチュー』モデルとなる。
- 特技はギター、お菓子作り。
- 猫を飼っている。

## 受賞歴
- 第36回ヨコハマ映画祭 最優秀新人賞（『ぼんとリンちゃん』）
- 第18回上海国際映画祭 アジア新人賞部門 女優賞 優秀新人賞（『ぼんとリンちゃん』）

## 出演

### テレビドラマ
- サムライ転校生 〜我ガ道ハ武士道ナリ〜（2009年3月28日、関西テレビ） - 黒沢あかね 役
- 熱海の捜査官（2010年7月30日 - 9月17日、テレビ朝日） - 月代美波 役
- ハゲタカ（2018年7月19日 - 9月6日、テレビ朝日） - 宮部みどり 役
- シャーロック 第6話（2019年11月11日、フジテレビ） - 高遠優香 役

### 映画
- ぼんとリンちゃん（2014年9月20日） - 主演・四谷夏子（通称・ぼん） 役
- 逆光の頃（2017年7月8日） - 舞妓 役
- ショパンの姉妹（きょうだい）（2018年、MOOSIC LAB 2018【短編部門】公式出品作品） - 主演
- 屍人荘の殺人（2019年12月13日）

### PV
- 赤と嘘「衝動〜スタンスミス〜」（2016年2月2日）
- supercell「さよならメモリーズ」（2010年2月10日）
- D-51「Lady Don't Cry」（2009年10月28日）

### 舞台
- secret7 10周年第二弾「はっぴぃえんど」（2015年12月18日 - 20日）

### WEBドラマ
- 四国電力WEBドラマ『ameとpeach』 - ame 役

### CM
- ディズニーリゾート クリスマスCM（2007年）
- 四国電力 情報通信サービス（2009年）
- ワオ・コーポレーション（2009年）
- 日清紡ホールディングス（2009年 - 2011年）